# Барани, Зия-уд-дин
Зия-уд-дин Барани (1285—1356) — исламский хронист, живший при дворе делийского султана Мухаммад-шаха ибн Туглака и описавший в своей хронике «История Фируз-шаха» («Тарихе Фирузшахи») историю султаната с 1265 по 1356 годы. Хроника Барани написана в основном по личным впечатлениям и служит ценным первоисточником.
В своих трудах Зияуддин Барани выступал идеологом кастовости в исламе.

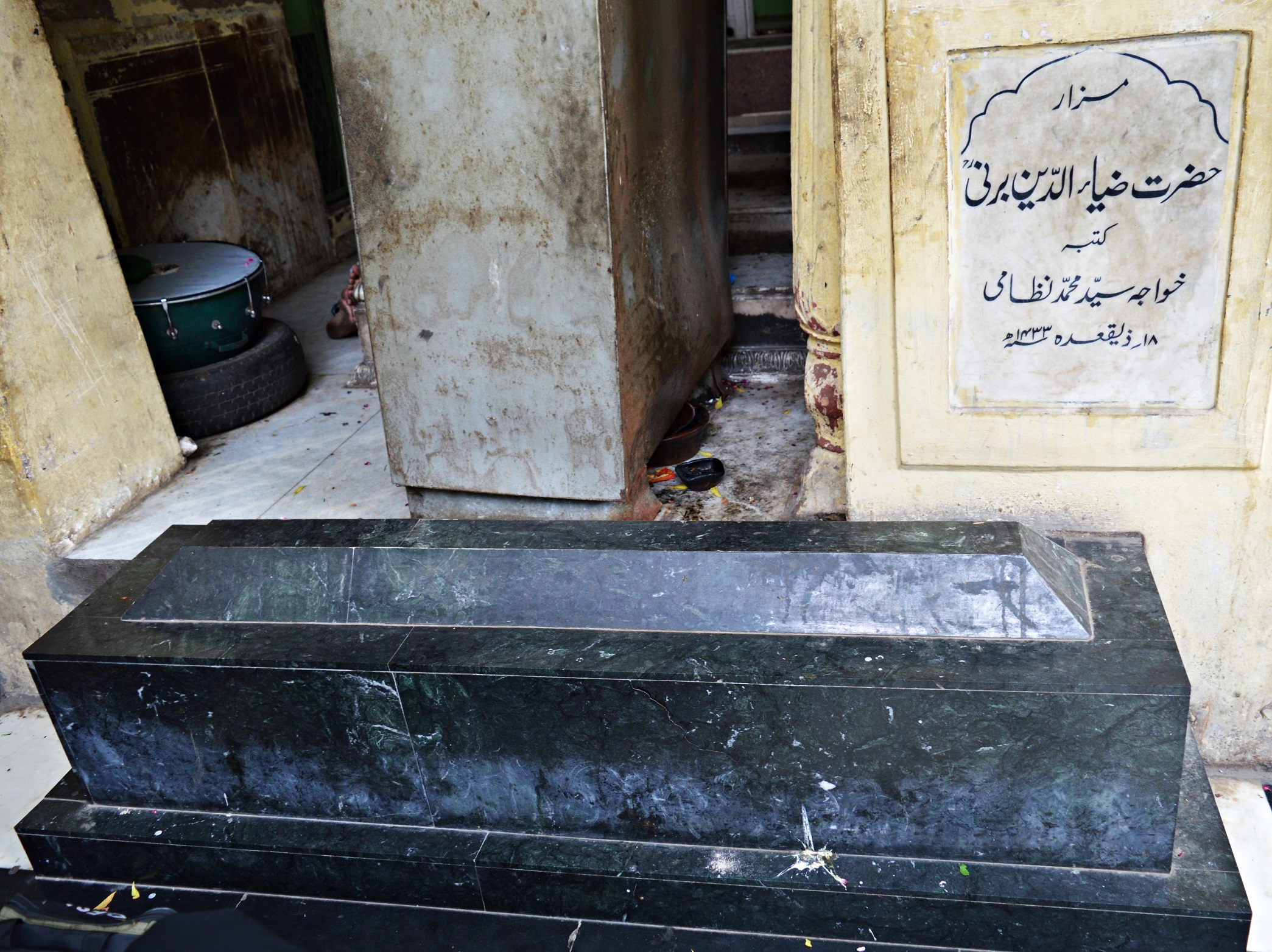
Гробница Барани